# Waniewo (powiat wysokomazowiecki)
Waniewo – wieś (dawniej miasto) w Polsce położona w województwie podlaskim, w powiecie wysokomazowieckim, w gminie Sokoły.
Waniewo uzyskało lokację miejską w 1510 roku, zdegradowane przed 1676 rokiem. Miasto dóbr goniądzko-rajgrodzkich Mikołaja II Radziwiłła, w 1795 roku położone była w ziemi bielskiej województwa podlaskiego. W latach 1975–1998 miejscowość należała administracyjnie do województwa łomżyńskiego.

## Historia

### Historia miejscowości
Nazwa Waniewo pochodzi od imienia Wania.
Wieś założona prawdopodobnie jako graniczny gród mazowiecki strzegący przeprawy na Narwi. W roku 1447 wzmiankowany most na Narwi. Nazwa miejscowości po raz pierwszy pojawiła się w przekazach z 1447 r. Równocześnie wymienia się w ówczesnych dokumentach istnienie zamku i mostu.
Znani właściciele Waniewa:
- w wieku XV własność książąt litewskich
- 1501 – król Aleksander Jagiellończyk nadał Waniewo wraz z małą włością Mikołajowi Radziwiłłowi, wojewodzie wileńskiemu[10].
- 20 czerwca 1510 r. król Polski i wielki książę litewski Zygmunt I Stary pozwolił Mikołajowi Radziwiłłowi osadzić miasto na prawie chełmińskim, a także pobierać myto na nowo zbudowanym moście przez rzekę Narew[12].
- 1567–1572– Hieronim Sieniawski, kasztelan kamieniecki
- Olelkowiczowie, książęta słuccy
- 1590 – oddana w zastaw Pawłowi Szczawińskiemu, kasztelanowi łęczyckiemu
- około 1664 – Szczawińscy
- 1676 – określona jako własność Zofii Rzewuskiej, pisarzowej ziemi łukowskiej
- 1680 – Wilhelm Orsetti
- 1832 – ostatni potomek Orsettich sprzedał wieś na rzecz ojczyma, Stefana Rostworowskiego. Własność Rostworowskich do początku wieku XX.

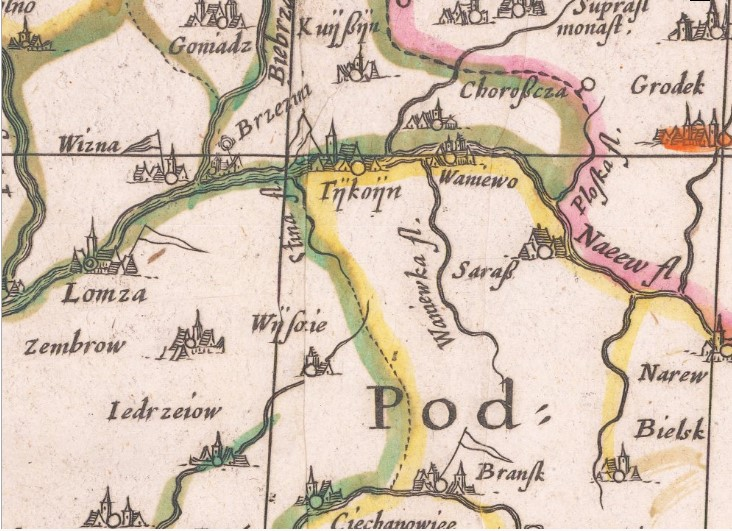
Waniewo na fragmencie mapy Wielkiego Księstwa Litewskiego z 1613 r.

W wykazie dziedziców dóbr i ich urzędników, sług i sprawców pow. bielskiego z XVI w. znajduje się m.in. Waniewska – księżna, dziedziczka wsi Ospiów – Waniewo (par. Płońska).
Miejscowość nigdy nie rozwinęła się w ośrodek miejski, najprawdopodobniej ze względu na utratę znaczenia przeprawy na Narwi. Miasto zostało założone dla obsługi małych dóbr waniewskich, z dala od głównych dróg komunikacyjnych, a w pobliżu Tykocina, nie miało warunków rozwinięcia się. W rejestrze z 1676 roku Waniewo występuje już, jako wieś.
W roku 1827 jedna część miejscowości liczyła 20 domów i 118 mieszkańców, druga 6 domów i 47 mieszkańców.
Pod koniec XIX w. wieś należała do powiatu mazowieckiego, gmina Kowalewszczyzna. We wsi znajdowała się szkółka początkowa, a przy kościele parafialnym istniał szpital dla starców i kalek. Powierzchnia ziemi włościańskiej wynosiła 1092 mórg.
W pobliżu wsi znajdował się folwark Waniewo Poduchowne. W roku 1887 miał 206 morgów powierzchni, w tym 92 morgi ziemi ornej, 99 łąk i 2 morgi lasu. W folwarku 4 budynki drewniane.
W 1891 roku wieś, włościanie, osób 389 (w tym żydzi 22), gospodarzy 59, domy drewniane 48, morgi 804: orne 381, łąki 250, na jednego gospodarza 13,6 morgi. W 1891 roku Waniewo Poduchowne, folwark, osób 5, dom drewniany 1, morgi 210: orne 133, łąki 32, lasy 1.
W roku 1921 wyszczególniono:

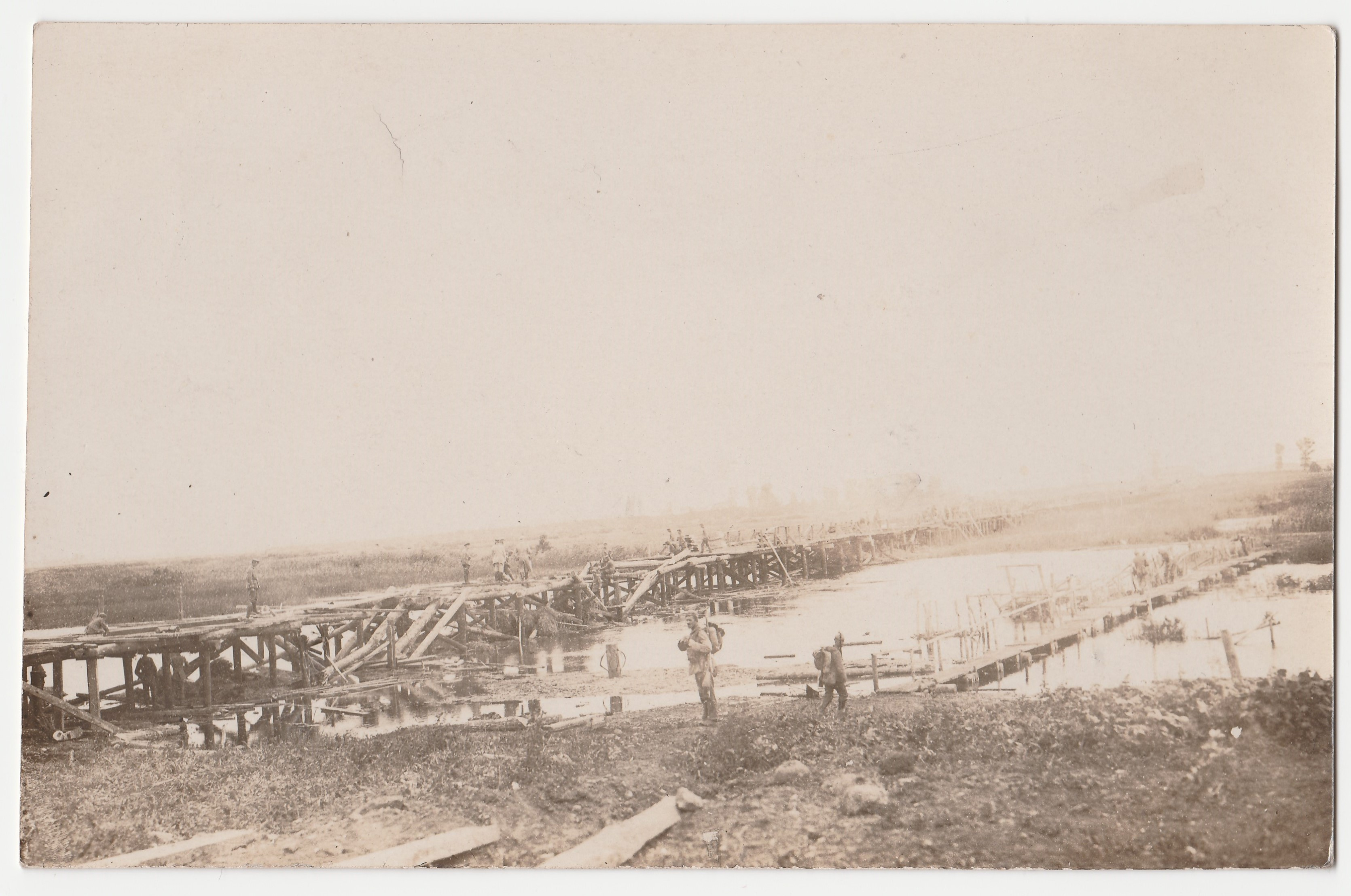
Most z czasów I WŚ na rzece Narew

- wieś Waniewo. Było tu 49 budynków z przeznaczeniem mieszkalnym oraz 320 mieszkańców (161 mężczyzn i 159 kobiet). Narodowość polską podało 295 osób, a żydowską 25,
- folwark Waniewska Wólka, gdzie naliczono 2 budynki z przeznaczeniem mieszkalnym oraz 19 mieszkańców (10 mężczyzn i 9 kobiet)[17].

We wrześniu 1943 żołnierze niemieccy zamordowali Władysławę i Stanisława Krysiewiczów, którzy ukrywali w swoim gospodarstwie Żydów; małżeństwo zostało uhonorowane medalem Sprawiedliwi wśród Narodów Świata oraz w ramach projektu „Zawołani po imieniu”. W lipcu 1944 żołnierze Wehrmachtu wraz z policją niemiecką zamordowali 10 osób a wieś prawie całkowicie spalili.
W 1965 roku Waniewo znajdowało się w gromadzie Jeńki w pow. łapskim. A już 1 stycznia 1973 roku w gminie Sokoły.

### Historia kościoła

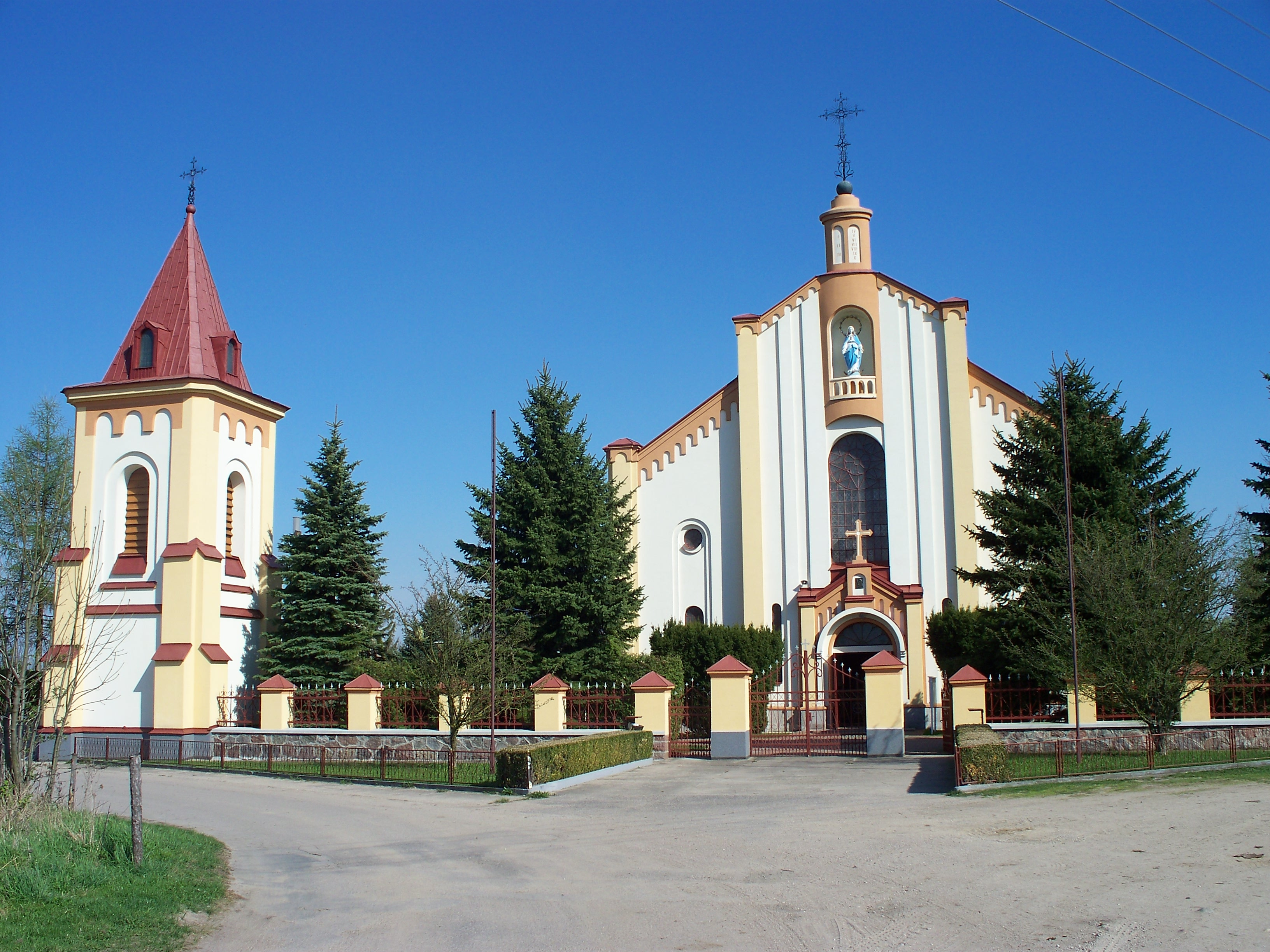
Kościół parafialny

Pierwszy, znany z dokumentów, być może parafialny kościół, najprawdopodobniej pw. św. Anny istniał w wieku XV.
W roku 1511 Mikołaj Radziwiłł jako wojewoda wileński ufundował i uposażył kościół pw. Wniebowzięcia Najświętszej Maryi Panny, oraz św. św. Katarzyny, Barbary, Doroty, Mikołaja i Marcina.
Biskup pomocniczy łucki Stanisław Łoza w roku 1639 konsekrował zapewne kolejny kościół drewniany. Staraniem proboszcza Andrzeja Błockiego, kanonika łuckiego w roku 1671 nastąpiło odnowienie erekcji kościoła spowodowane obrabowaniem go w czasie wojen szwedzkich.
Obecny, neoromański kościół murowany, wzniesiony został w latach 1870–1877 według planu architekta inż. Stefana Kucharzewskiego. Odbudowany ze zniszczeń wojennych w latach 1946–1950. jest siedzibą parafii Wniebowzięcia NMP. W strukturze kościoła rzymskokatolickiego parafia należy do metropolii białostockiej, diecezji łomżyńskiej, dekanatu Łapy.

### Szkoła
W 1922 roku 4. klasowa szkoła powszechna, liczyła 197 uczniów. W 1923 r. liczyła 187 uczniów, 1924 – 211, 1925 – 170, 1930 – 180. W 1931 – 180.
Nauczyciele: 1932 r. Pawecka Maria przybyła, 1932–1934, Półbrat Adam kier., 1938 Kochański Mieczysław p.o.kier., 1941 Grochowska Anna, Grochowski Aleksander, Grochowski Mirosław, Filonik Adam.

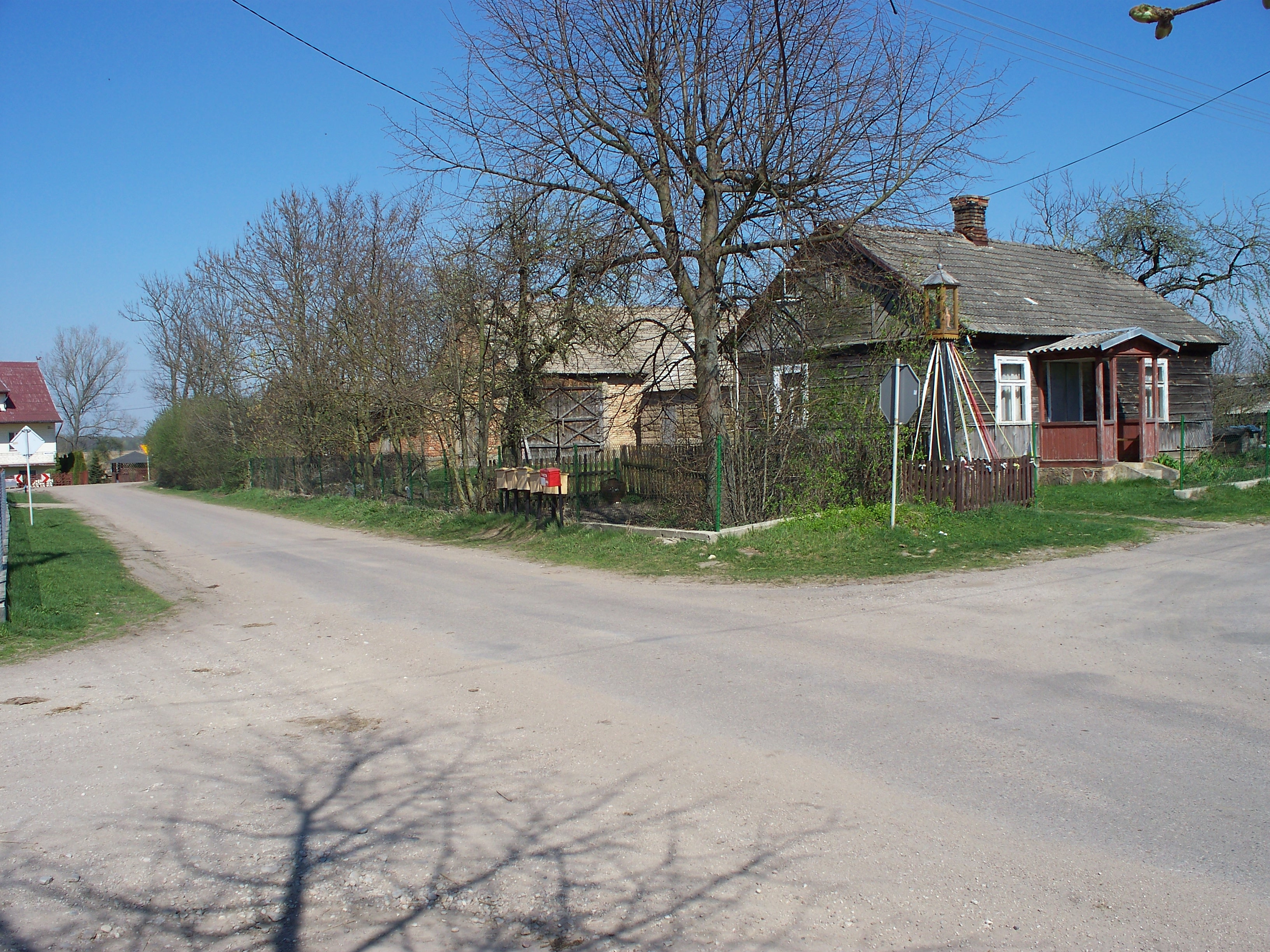
Układ przestrzenny

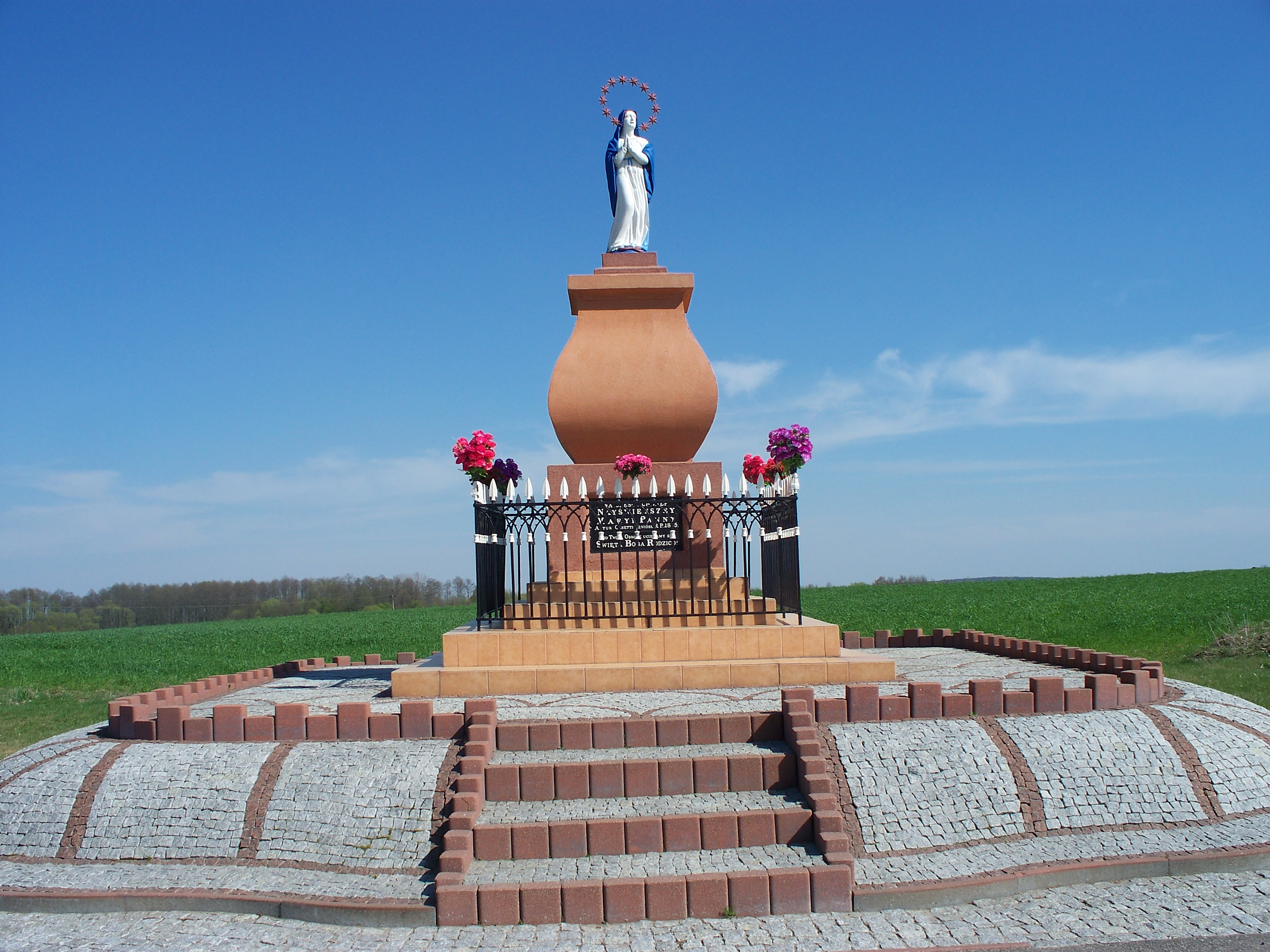
Figura NMP Niepokalanej

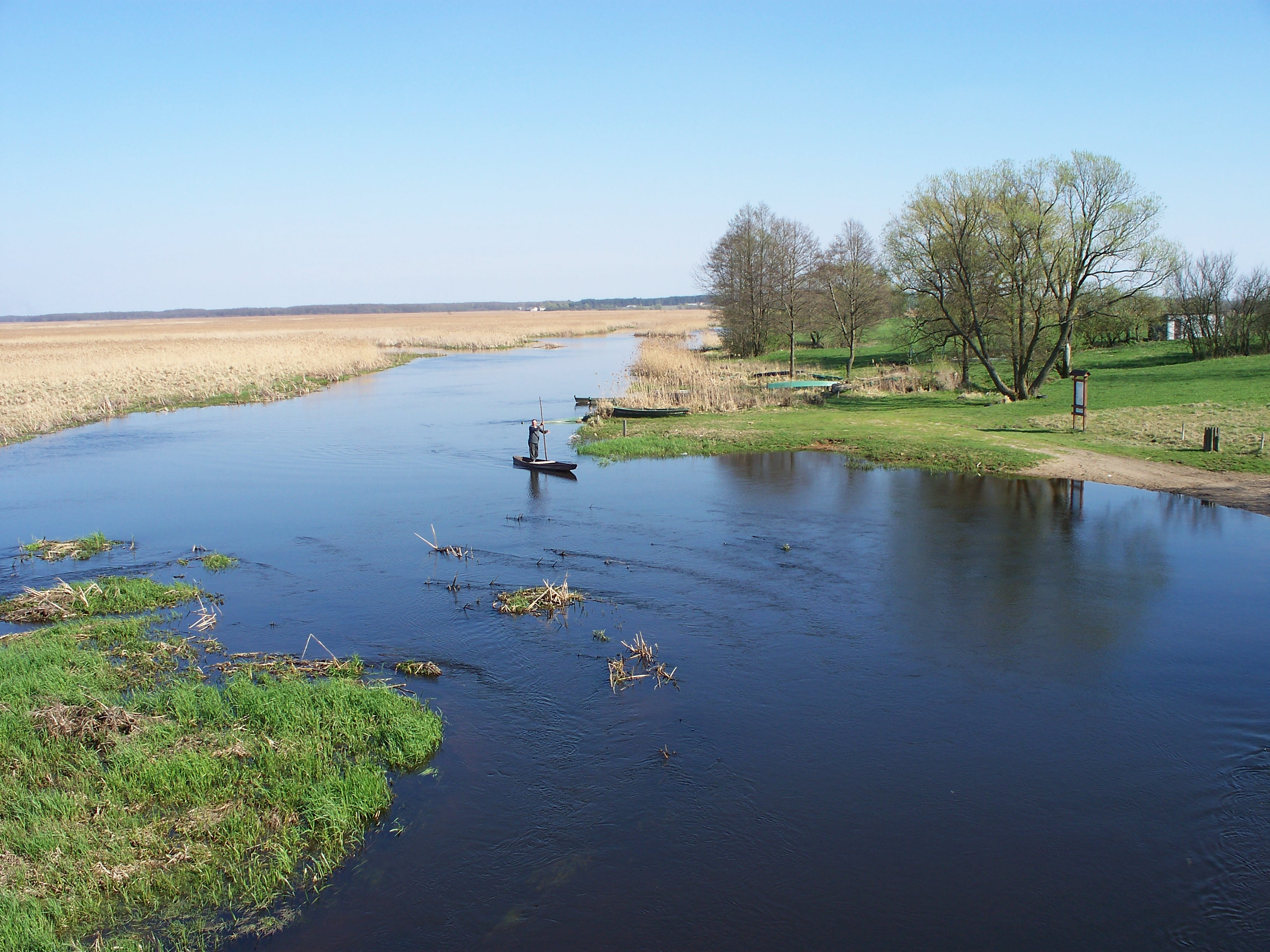
Rzeka Narew w Waniewie

## Architektura i urbanistyka

### Układ przestrzenny
Rozplanowanie przestrzenne Waniewa datuje się na początek XVI wieku. Jego podstawą są dwie równoległe ulice: Waniewo i Psia powstałe z rozgałęzienia szlaku do Tykocina. Ulice dobiegają do rynku, leżącego u przeprawy przez rzekę Narew. Ulica Rybacka wiodła bezpośrednio do przeprawy z rynku, a ulica Konowrót łącząca ulicę Waniewo z Psią prowadziła w kierunku Kowalewszczyzny. Ulica Kościelna była wewnętrzną ulicą jurydyki kościelnej. Układ przestrzenny jest stosunkowo dobrze zachowanym przykładem XVI wiecznej urbanistyki.
Drugim elementem rozplanowania Waniewa jest system przeprawowy oraz rezydencja Orsettich w Śliwnie z bogatą kompozycją kanałową.

### Obiekty zabytkowe
- kościół parafialny pw. Wniebowzięcia Najświętszej Maryi Panny
- neoromańska dzwonnica, murowana z cegły, z roku 1880
- na cmentarzu grzebalnym murowana kaplica, o charakterze późnoklasycystycznym, z roku ok. 1880
- przydrożna, drewniana kapliczka z rzeźbą Chrystusa Frasobliwego z XX w.
- figura przydrożna, fundowana w roku 1855 przez Artura Orsettiego[14]
- murowana plebania z II połowy XIX w.[24]

## Zamczysko w Waniewie
- na kępie między ramionami Narwi znajduje się zamczysko w Waniewie, na którym na początku wieku XVI istniał zamek należący do wojewody wileńskiego Mikołaja „Amora” Radziwiłła. Załoga zamku kontrolowała most zbudowany nad rozlewiskiem Narwi i pobierała opłatę (myto) za przejazd. W 1513 roku wybuchł zbrojny konflikt pomiędzy rodami Radziwiłłów i Gasztołdów, w wyniku którego Kunca, będący zarządcą zamku w Waniewie, spalił w 1519 roku należący do wojewody trockiego Olbrachta Gasztołda zamek w Tykocinie. W odwecie Olbracht Gasztołd rok lub dwa później spalił zamek i most w Waniewie, którego już nie odbudowano[14]. Z hipotezą tą polemizuje Włodzimierz Jarmolik, twierdząc, że źródła pisane tego faktu nie potwierdzają. Istnieje wprawdzie skarga złożona w tymże roku do króla Zygmunta I przez wojewodę wileńskiego, z której wynika, że Radziwiłł wraz z rodziną „o mało nie został spalony w zamku swoim”, lecz zapewne dotyczyło to zamku w Goniądzu[25]. Ślady zamku odkryto podczas wykopalisk archeologicznych przeprowadzonych w 2009 i 2014 roku[26]. Obecnie pozostałości zamku znajdują się naprzeciwko wieży widokowej przy Kładce Śliwno-Waniewo[27].